# Eadberht (évêque de Londres)
Pour les articles homonymes, voir Eadbert.
Eadberht est un ecclésiastique anglo-saxon de la fin du VIIIe siècle. Il est évêque de Londres dans les années 780.

## Biographie
On ne sait presque rien d'Eadberht. Sa présence est attestée lors de deux synodes, en 781 à Brentford et en 786 à un endroit inconnu. Dans les listes épiscopales, son nom figure après celui de Wigheah (uniquement attesté en 772) et avant celui d'Eadgar (uniquement attesté en 789).